# La Chaux-de-Fonds (huyện)

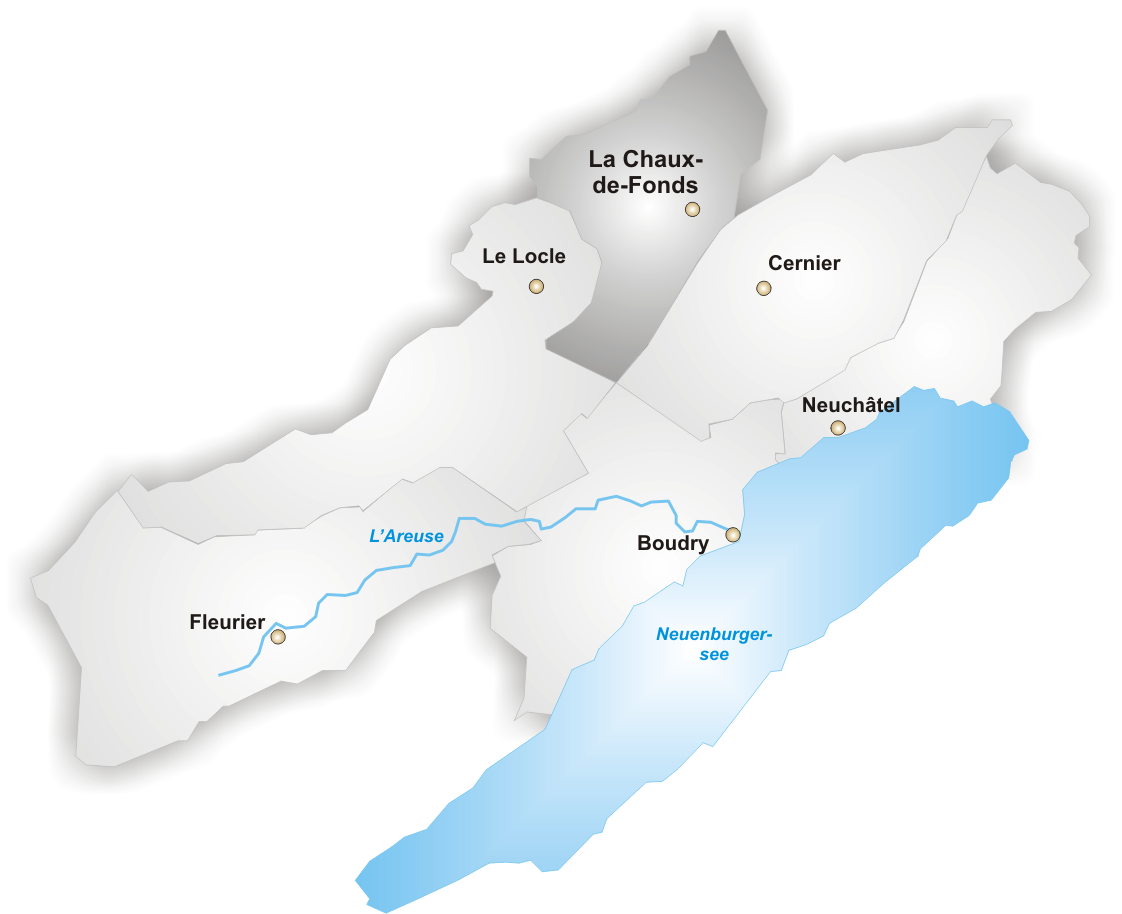
Huyện La Chaux-de-Fonds

La Chaux-de-Fonds là một trong là một trong 6 huyện có dân số chủ yếu nói tiếng Pháp ở bang Neuchâtel, Thụy Sĩ, nằm ở vùng Montagnes Neuchâteloises. Huyện lỵ là thị xã La Chaux-de-Fonds.

## Các đô thị

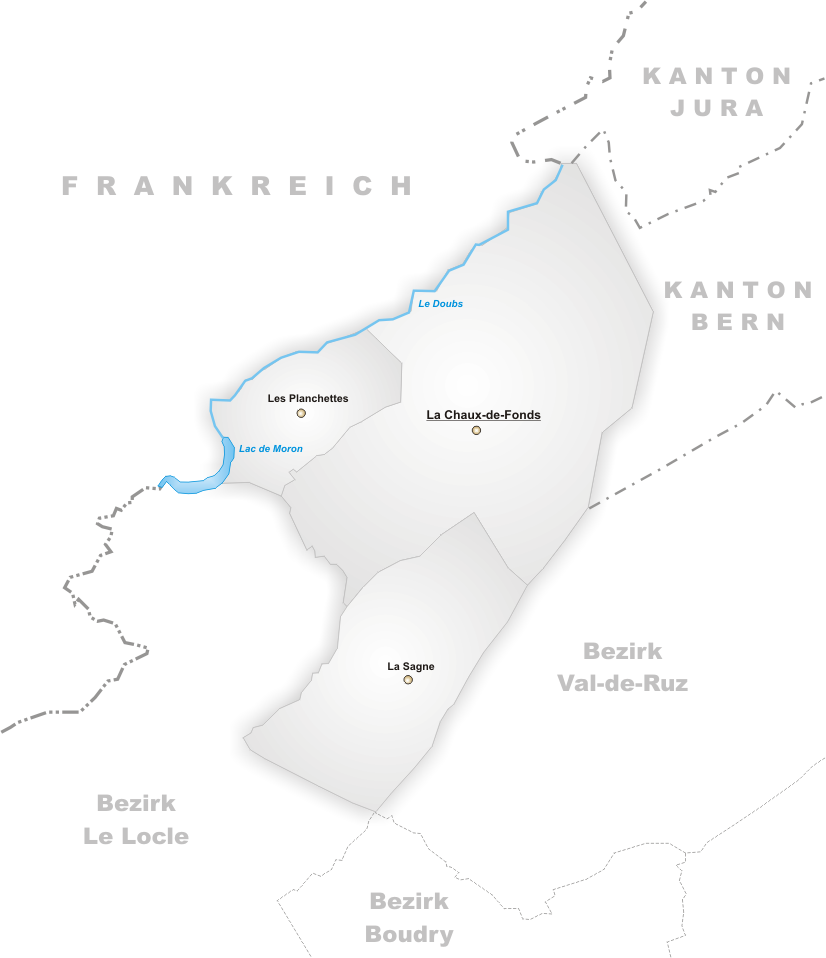
Các đô thị của the district of La Chaux-de-Fonds

La Chaux-de-Fonds có 3 đô thị:
| Huy hiệu | Đô thị            | Population (31 Dec 2007) | Diện tích, km² |
| -------- | ----------------- | ------------------------ | -------------- |
|          | La Chaux-de-Fonds | 37,023                   | 55.66          |
|          | La Sagne          | 968                      | 25.55          |
|          | Les Planchettes   | 227                      | 11,73          |
| Total    |                   | 38,218                   | 92.94          |